# هری تورتلوید
هری تورتلوید (انگلیسی: Harry Turtledove؛ زادهٔ ۱۴ ژوئن ۱۹۴۹) نویسنده، رمان‌نویس، مورخ، و نویسنده علمی-تخیلی اهل ایالات متحده آمریکا است.